# Laurențiu Reghecampf
Laurențiu Aurelian Reghecampf (ur. 19 września 1975 w Târgoviște) – rumuński piłkarz grający na pozycji prawego pomocnika, a także trener.

## Kariera klubowa
Swoją karierę piłkarską Reghecampf rozpoczął w austriackim klubie VSE St. Pölten. W sezonie 1993/1994 zadebiutował w jego barwach w rozgrywkach Bundesliga austriacka. W 1995 roku wrócił do Rumunii i został zawodnikiem Oțelulu Târgoviște, z którym w sezonie 1995/1996 awansował z drugiej do pierwszej ligi rumuńskiej. Na początku 1997 roku przeszedł do Steauy Bukareszt. W 1997 i 1998 roku wywalczył z nią dwa tytuły mistrza Rumunii. Wiosną 1999 został wypożyczony do Liteksu Łowecz i z nim także został mistrzem kraju. W zespole Steauy grał do końca sezonu 1999/2000.
Latem 2000 Reghecampf przeszedł do niemieckiego Energie Cottbus. 12 sierpnia 2000 zadebiutował w Bundeslidze w przegranym 1:3 wyjazdowym meczu z Werderem Brema. W sezonach 2000/2001 i 2001/2002 utrzymywał się z Energie w lidze, jednak w sezonie 2002/2003 spadł z nim do 2.Bundesligi.
Na początku 2005 roku Reghecampf został zawodnikiem Alemannii Aachen. Swój debiut w niej zanotował 24 stycznia w meczu z Eintrachtem Frankfurt. W sezonie 2006/2007 grał z Alemannią w pierwszej lidze niemieckiej. W 2008 roku odszedł do 1. FC Kaiserslautern, jednak po dwóch rozegranych w nim meczach zakończył karierę.
| Sezon   | Klub                 | Kraj     | Rozgrywki     | Mecze | Bramki |
| ------- | -------------------- | -------- | ------------- | ----- | ------ |
| 1993/94 | VSE St. Pölten       | Austria  | Bundesliga    | 1     | 0      |
| 1995/96 | Chindia Târgoviște   | Rumunia  | Liga II       | 29    | 2      |
| 1996/97 | Chindia Târgoviște   | Rumunia  | Liga I        | 20    | 2      |
| 1996/97 | Steaua Bukareszt     | Rumunia  | Liga I        | 12    | 1      |
| 1997/98 | Steaua Bukareszt     | Rumunia  | Liga I        | 30    | 1      |
| 1998/99 | Steaua Bukareszt     | Rumunia  | Liga I        | 9     | 1      |
| 1998/99 | Liteks Łowecz        | Bułgaria | A PFG         | 14    | 4      |
| 1999/00 | Steaua Bukareszt     | Rumunia  | Liga I        | 22    | 2      |
| 2000/01 | Energie Cottbus      | Niemcy   | Bundesliga    | 26    | 2      |
| 2001/02 | Energie Cottbus      | Niemcy   | Bundesliga    | 30    | 1      |
| 2002/03 | Energie Cottbus      | Niemcy   | Bundesliga    | 30    | 3      |
| 2003/04 | Energie Cottbus      | Niemcy   | 2. Bundesliga | 32    | 9      |
| 2004/05 | Energie Cottbus      | Niemcy   | 2. Bundesliga | 17    | 2      |
| 2004/05 | Alemannia Aachen     | Niemcy   | 2. Bundesliga | 12    | 0      |
| 2005/06 | Alemannia Aachen     | Niemcy   | 2. Bundesliga | 25    | 6      |
| 2006/07 | Alemannia Aachen     | Niemcy   | Bundesliga    | 21    | 4      |
| 2007/08 | Alemannia Aachen     | Niemcy   | 2. Bundesliga | 21    | 5      |
| 2008/09 | 1. FC Kaiserslautern | Niemcy   | 2. Bundesliga | 2     | 1      |

## Kariera reprezentacyjna
W reprezentacji Rumunii Reghecampf zadebiutował 29 marca 2003 roku w przegranym 2:5 meczu eliminacji do Euro 2004 z Danią, rozegranym w Bukareszcie. Był to zarazem jego jedyny mecz w kadrze narodowej.
| Mecze i gole w reprezentacji | Mecze i gole w reprezentacji | Mecze i gole w reprezentacji | Mecze i gole w reprezentacji | Mecze i gole w reprezentacji | Mecze i gole w reprezentacji | Mecze i gole w reprezentacji |
| #                            | Data                         | Stadion                      | Rywal                        | Wynik                        | Gol                          | Rozgrywki                    |
| 2003                         | 2003                         | 2003                         | 2003                         | 2003                         | 2003                         | 2003                         |
| ---------------------------- | ---------------------------- | ---------------------------- | ---------------------------- | ---------------------------- | ---------------------------- | ---------------------------- |
| 1.                           | 29.03.2003                   | Bukareszt, Rumunia           | Dania                        | 2:5                          | 0                            | el. ME 2004                  |

## Kariera trenerska
Po zakończeniu kariery piłkarskiej Reghecampf został trenerem. W 2010 roku objął drugoligowy zespół Gloria Bystrzyca. Pod koniec sezonu 2009/2010 został trenerem drużyny FC Universitatea Craiova, którą utrzymał w pierwszej lidze.

## Osiągnięcia

### Zawodnicze
Steaua Bukareszt
- Mistrzostwo Rumunii: (2): 1996/97, 1997/98
- Puchar Rumunii (1): 1996/97
- Superpucharu Rumunii (1): 1998

Liteks Łowecz
- Mistrzostwo Bułgarii (1): 1998/99

### Trenerskie
Steaua Bukareszt
- Mistrzostwo Rumunii: (2): 2012/13, 2013/14
- Superpucharu Rumunii (1): 2013
- 1/8 finału Pucharu UEFA: 2012/13
- Puchar Ligi Rumuńskiej (1): 2015/16

Al-Hilal
- finał AFC Liga Mistrzów: 2014

Al-Wahda
- Superpuchar Zjednoczonych Emiratów Arabskich: 2017, 2018
- Puchar Etisalat Emirates: 2017/18
- Wicemistrzostwo ZEA: 2017/18